# LaminiusX
LaminiusX ist eine deutsch-französische Rockband, die den Genres Alternative Rock, Punkrock zugeordnet wird. Die Texte sind überwiegend deutsch.

## Geschichte
LaminiusX wurde im Jahre 2004 in Osnabrück durch Nesko Hadzimuratovic und Timmi Wolff gegründet. Die Band ist aus vorangegangenen Projekten der beiden Musiker entstanden (z. B. TNT, The Rookies).
Das gemeinsame Spielen in Bands begann 1993, als Nesko aus Bosnien und Herzegowina nach Deutschland kam. Seit Mitte 2006 ist Stephan Wolff Bassist und festes Bandmitglied von LaminiusX.
Es folgten kleinere Auftritte, bis im August 2007 das Debütalbum One Man Show aufgenommen wurde. Produziert und eingespielt wurde es von Timmi Wolff, Nesko Hadzimuratovic und Matthias Lohmöller in den DocMaklang Studios in Osnabrück. Im Jahr 2008 wurde das sozialkritische Werk über das Osnabrücker Indielabel Timezone veröffentlicht. Das Album wurde unter anderem im Rock Hard mit 7 Punkten rezensiert. Das Video des Songs Nichts ist wichtig wurde mit Szenen aus der Tierindustrie gezeigt, wofür Bildmaterial von PETA zur Verfügung gestellt wurde.
Im Rahmen der Promotour spielte LaminiusX als Vorband für Subway to Sally, Die Happy, Itchy Poopzkid, Lovex, Letzte Instanz, End of Green, Coppelius, Megaherz, Zeromancer, Vanilla Sky, Motorjesus und Jesus on Extasy.
Im Ausland konnte LaminiusX in Kooperation mit dem Goethe-Institut in Paris Konzerte und Workshops durchführen. Französische Schulen interpretierten die Lyrik der Band in Deutschkursen. Als Song und Textvorlage wurde Zuvielisation ausgewählt. Bereits 2008 konnte LaminiusX in Paris eine Show spielen. Auch 2010 wurde in weiteren Städten Frankreichs Lyrik und Musik der Band interpretiert.
Das zweite Album der Band mit dem Titel Vitamin wurde im August 2009 im Göttinger Cubeaudio Studio aufgenommen und von LaminiusX und Markus Gumball produziert. Das Album wurde am 26. November 2010 über das Label Timezone veröffentlicht. Die Single Meins wurde am 13. August 2010 digital ausgekoppelt. 2014 schaffte der Song Mehr Licht es auf einen Sampler (2 CDs) von Neue Osnabrücker Zeitung und Timezone, auf die erste CD. Diese beinhaltete ausschließlich Bands aus Osnabrück. Auch Vitamin wurde in Online- und Printmagazinen u. a. Legacy, Zillo und Rock Hard besprochen. Genau wie der Vorgänger One Man Show ist Vitamin polarisierend.
Im Jahr 2014 zog die Band sich mit Produzent Fabio Trentini zurück um eine Coverversion des Songs Creep von Radiohead
zu produzieren. Diese erschien am 24. Oktober 2014 digital und als Animationsvideo.
Anschließend begannen die Aufnahmen zum neuen Album, ebenfalls mit Fabio Trentini als Produzent. Hierfür war die Band in verschiedenen Studios, so wurden Neskos Gitarren im Horus Sound Studio Hannover aufgenommen. Bass und Gesang wurden in Italien aufgenommen. Nach längerer Live-Pause kehrten LaminiusX im November 2018 zurück auf die Bühne und spielten eine Show bei #wirsindmehr am 21. Oktober 2018 im Bastard Club Osnabrück. Die Besetzung der Band hat sich verändert, Bassist Stephan Wolff wurde durch Shannon Posadas ersetzt. Auf Facebook wurde eine baldige Veröffentlichung neuer Songs angekündigt.

## Diskografie

### Alben
- One Man Show (4. April 2008, Timezone)
- Vitamin (26. November 2010, Timezone)

### Singles
- Meins (13. August 2010, Timezone)
- Almost Stars (15. November 2012, Timezone)
- Creep (Coverversion) (24. Oktober 2014, Timezone)
- Schrei nach Liebe (Cover des gleichnamigen Songs von Die Ärzte; 24. September 2017, Timezone)
- Eskimo (2019, Timezone)
- Letzter Tag (25. Juni 2021 Timezone)

### Kompilationen
- Aufgelegt Subkultur (30. September 2011, Timezone, vertreten mit dem Titel „Ton Secret“)
- Bremen Metalfestival Sampler (20. November 2011, Dirty Records, vertreten mit dem Titel „Almost Stars“)
- Dark Sampler (15. November 2012, Dirty Records, vertreten mit dem Titel „Almost Stars“)
- Aufgelegt. Osnabrück (8. Mai 2014, Timezone und Neue Osnabrücker Zeitung, vertreten mit dem Titel „Mehr Licht“)

## Videos
- Leere Welt (Studio) (5. Oktober 2007)
- Leere Welt (Live@Paris) (21. Juli 2008)
- Nichts ist Wichtig (21. August 2008)
- One Man Show (10. Februar 2009)
- Tonight (24. April 2009)
- Shadow et Conscience (20. August 2009)
- Zuvielisation (17. Januar 2010)
- Meins (16. August 2010)
- Macht (28. April 2011)
- Almost Stars (15. November 2012)
- Creep "Cover" Radiohead Animationsvideo (24. Oktober 2014)
- Schrei nach Liebe (Cover des gleichnamigen Songs von Die Ärzte; 24. September 2017, Timezone)
- Eskimo (20. Dezember 2020, Timezone)
- Letzter Tag (25. Juni 2021 Timezone)